# Ельтай (Тюлькубасский район)
Ельтай (каз. Елтай) — село в Тюлькубасском районе Туркестанской области Казахстана. Входит в состав Кемербастауского сельского округа. Код КАТО — 516049400.

## Население
В 1999 году население села составляло 663 человека (318 мужчин и 345 женщин). По данным переписи 2009 года, в селе проживало 657 человек (330 мужчин и 327 женщин).